# Artemisia ledebouriana
Artemisia ledebouriana là một loài thực vật có hoa trong họ Cúc. Loài này được Besser mô tả khoa học đầu tiên năm 1835.